# فرانسيس هايلاند
فرانسيس هايلاند هي ممثلة كندية، ولدت في 25 أبريل 1927 في ساسكاتشوان في كندا، وتوفيت في 11 يوليو 2004 في تورونتو في كندا بسبب مرض تنفسي.

## أعمال

### أفلام
- (1980) التغيير

## وصلات خارجية
- فرانسيس هايلاند على موقع IMDb (الإنجليزية)
- فرانسيس هايلاند على موقع أول موفي (الإنجليزية)
- فرانسيس هايلاند على موقع قاعدة بيانات برودواي على الإنترنت (الإنجليزية)
- فرانسيس هايلاند على موقع قاعدة بيانات الأفلام السويدية (السويدية)
- فرانسيس هايلاند على موقع قاعدة بيانات الفيلم (الإنجليزية)